# Montes de Oca (Argentina)
Montes de Oca é uma comuna da Argentina localizada no departamento de Belgrano, província de Santa Fé, na Argentina.